# Вундт, Макс
Макс Вундт (нем. Max Wundt; 29 января 1879, Лейпциг — 31 октября 1963, Тюбинген) — немецкий философ

, профессор Тюбингенского университета. Представитель немецкого идеализма.

## Биография
Сын психолога Вильгельма Вундта, родился в Лейпциге 29 января 1879 года.
После получения среднего образования изучал немецкую и классическую филологию и философию в Лейпциге, Фрайбурге, Берлине и Мюнхене. В 1903 году в Лейпцигском университете получил степень доктора за исследование сочинения Ю. Г. Липсиуса о Геродоте и в течение года путешествовал по Италии и Греции. В 1906 году работал в гимназии в Дрезден-Нойштадте (Innere Neustadt (нем.)). После защиты диссертации (хабилитации) по теме «Интеллектуализм в греческой этике», состоявшейся в 1907 году, он стал читать лекции в Страсбурге. Там он женился на дочери экономиста Августа Сарториуса фон Вальтерсгаузена, Сенте (1885—1961).
В августе 1914 года был призван на военную службу, в мае 1915 года произведён в лейтенанты, назначен командиром роты и отправлен на фронт.
В 1918 году, при поддержке Йенша, несмотря на возражения Наторпа, Вундт стал адъюнкт-профессором в Марбургском университете в летнем семестре. Осенью 1918 года он несколько месяцев работал во вновь открытом университете в Юрьеве (Тарту).
В 1920 году по рекомендации Бауха Вундт занял должность профессора в Йенском университете, сменив Рудольфа Эйкена. В 1924 году он был принят в группу редакторов журнала Пангерманского союза «Deutschlands Erneuerung», где уже были Георг фон Белов, Хьюстон Чемберлен и Генрих Класс. С 1929 года до выхода на пенсию в 1945 году Вундт был профессором философии в Тюбингенском университете. С 1942 года — член-корреспондент Прусской академии наук. С 1936 года — член Академии города Эрфурта (его день рождения в Академии этого города до сих пор является официальным памятным днём).
Умер в Тюбингене 31 октября 1963 года.

## Мировоззрение
По Максу Вундту мировоззрение — это квинтэссенция жизненного опыта, а также стратегия завоевания окружающего мира, определённой группы людей, имеющих общность происхождения и общие жизненные интересы.
Известность в философских кругах Макс Вундт получил за публикацию сочинений: «Geschischte der griechischen Ethik» («История греческой этики»; 1908‒1911) в двух томах, «Kant als Меtаphysiker» («Кант как метафизик»; 1924), «Untersuchungen zur Metaphysik der Aristoteles» («Исследование по метафизике Аристотеля»; 1953). Его работы «Griechische Weltanschauung» («Греческое мировоззрение»; 1910), «Staatsphilosophie» («Государственная философия»; 1923), «Deutsche Weltanschauung» («Немецкое мировоззрение»; 1926—1927) посвящены проблемам выработки национального мировоззрения в процессе эволюционного становления общества.